# The Beatles, popgrupp från Liverpool på besök i Stockholm

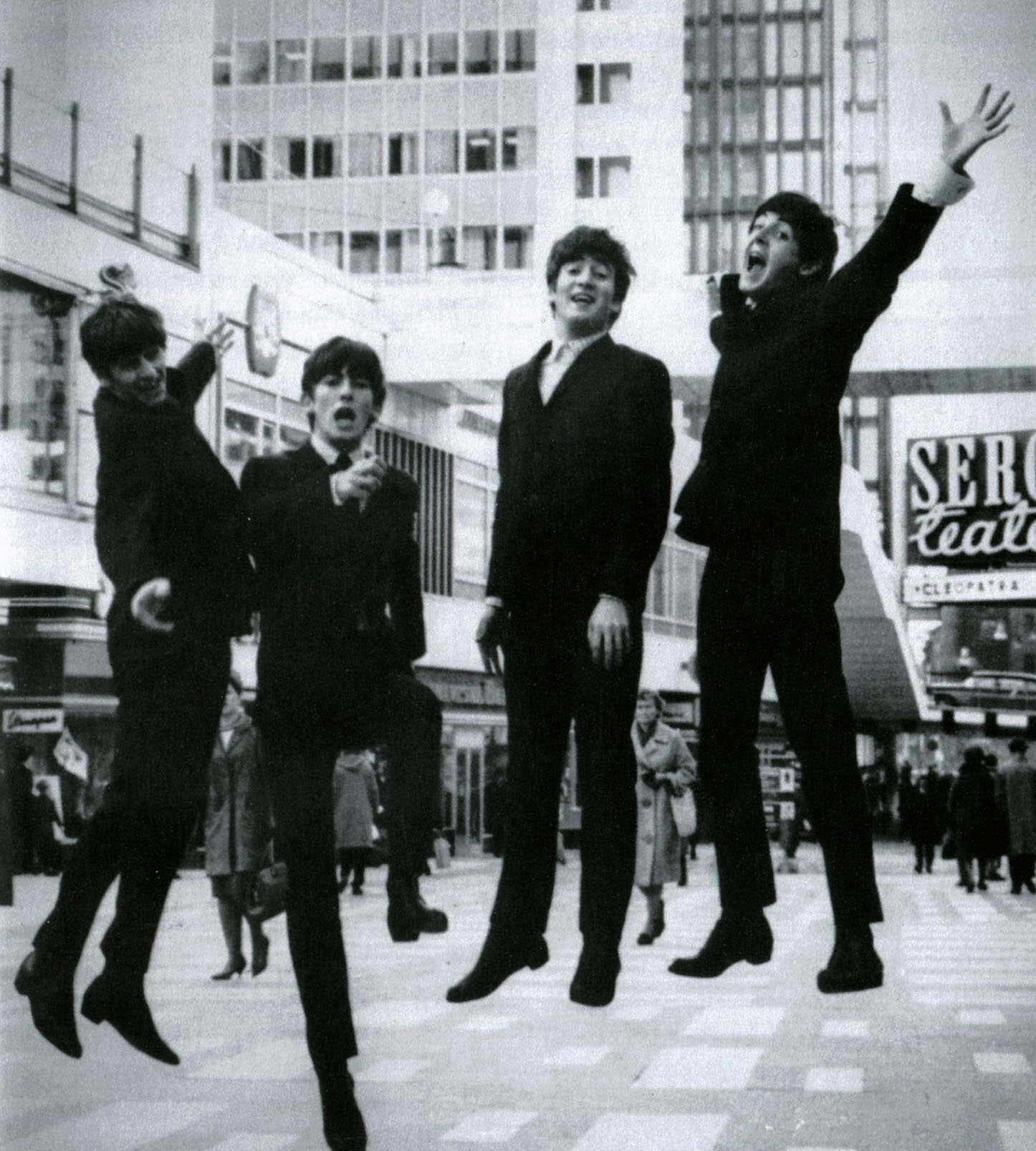
The Beatles på Sergelgatan 1963 med de halvfärdiga Hötorgsskraporna i bakgrunden.

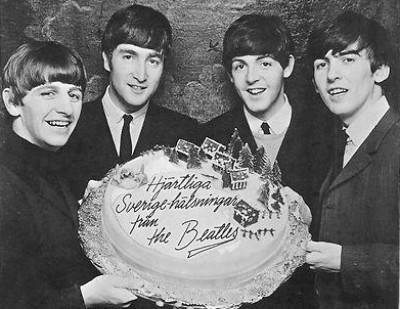
The Beatles med Sverigetårta, foto Bo Trenter.

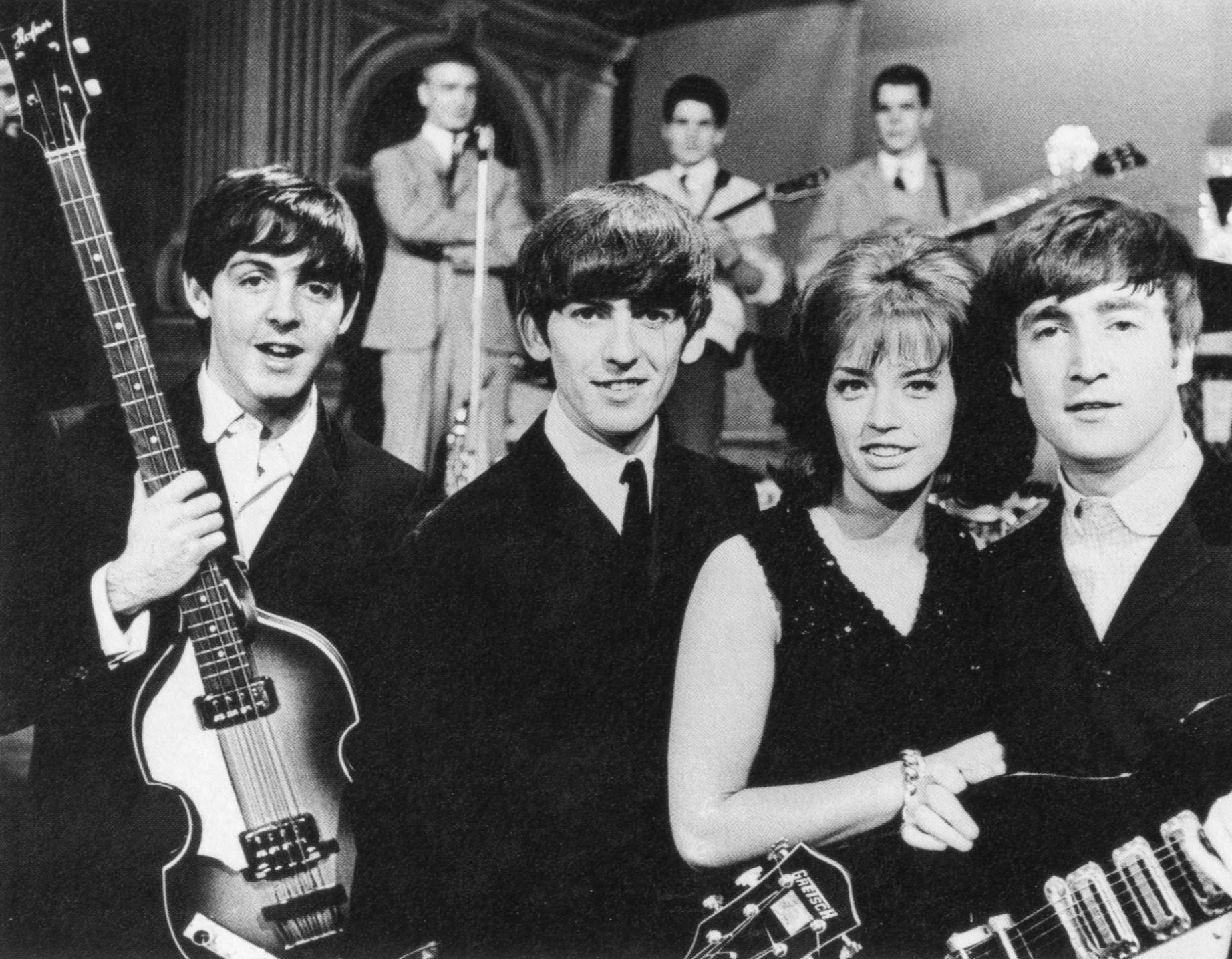
Lill-Babs tillsammans med The Beatles i TV-programmet Drop-In 1963.

The Beatles, popgrupp från Liverpool på besök i Stockholm är en legendarisk radioinspelning med The Beatles gjord i Karlaplansstudion i Stockholm torsdagen den 24 oktober 1963. Inspelningen gjordes i samband med gruppens första Sverigebesök mellan den 23 och 31 oktober 1963.

## Radioinspelningen
Programmet sändes ursprungligen i Sveriges Radio P1 måndagen den 11 november 1963 på kvällen mellan klockan 22.05 och 22.30. Programmet sändes i repris 1981. Sveriges Radio äger inte längre rättigheterna till programmet då dessa sålts till Apple Records, dvs Beatles eget bolag. 
Beatles framträdde live inför en studiopublik som uppgick till cirka 250 personer. Presentatör och producent var Klas Burling som inledde showen med orden: ”Mycket välkomna till Karlaplansstudion, där vi ikväll har verkligt fina gäster. Vi ska börja på en gång och jag säger bara det att vi här har besök av John, George, Paul och Ringo – The Beatles!”
Därefter framförde Beatles ”I Saw Her Standing There”, ”From Me to You” och ”Money (That's What I Want)”. Sedan gick gruppen av scenen och Hasse Rosén och hans grupp Northmen framförde tre instrumentala låtar. Därefter kom Beatles tillbaka och framförde “Roll Over Beethoven”, ”You've Really Got a Hold on Me”, ”She Loves You” och slutligen ”Twist and Shout”.
Den svenske Beatles-experten, Staffan Olander, spelade i början av 1980-talet radioinspelningen för Paul McCartney och producenten George Martin. Detta resulterade senare i att Apple Records köpte rättigheterna till inspelningen och gav ut fem av de sju låtarna på samlingsalbumet Anthology 1 som utgavs 1995.

## Övrigt från Stockholmsbesöket
Under Beatles besök i Stockholm 1963 bodde gruppen på Hotel Continental, mittemot Stockholms centralstation. Beatles passade även på att besöka Stockholms stadshus den 25 oktober. Händelsen förevigades av fotograferna Bo Trenter från Sverige och Beatlesfotografen Robert Freeman från England. En av Freemans bilder hamnade på omslaget till den brittiska utgåvan av EP-skivan Long Tall Sally. Trenter tog fotografiet med Beatles hållande i en tårta med svensk text: ”Hjärtliga Sverige-hälsningar från the Beatles”. Bilden hamnade i december 1963 på Odeons svenska skivomslag för EP:n "I Want To Hold Your Hand". Fotograferingen fortsatte sedan på Hötorget, där gruppen "hoppade" på Sergelgatan med halvfärdiga Hötorgsskraporna i bakgrunden. De uppträdde även med Lill-Babs i TV-programmet Drop-In och Lill-Babs fick skriva autografer till de ännu relativt okända Beatlerna.